# Myotis chinensis
Myotis chinensis (Tomes, 1857) è un pipistrello della famiglia dei Vespertilionidi diffuso in Cina e Indocina.

## Descrizione

### Dimensioni
Pipistrello di medie dimensioni, con la lunghezza della testa e del corpo tra 91 e 97 mm, la lunghezza dell'avambraccio tra 64 e 69 mm, la lunghezza della coda tra 53 e 58 mm, la lunghezza del piede tra 16 e 18 mm, la lunghezza delle orecchie tra 20 e 23 mm e un peso fino a 30 g.

### Aspetto
Le parti dorsali sono bruno-grigiastro scuro, con la base dei peli nerastra, mentre le parti ventrali sono più chiare, con la punta dei peli grigia. Il muso è lungo, le narici sono prominenti ed aperte lateralmente. Le orecchie sono lunghe, strette e smussate. Il trago è affusolato e curvato leggermente in avanti. Le membrane alari sono grigio scure e attaccate posteriormente alla base delle dita dei piedi, i quali sono piccoli. La coda è lunga ed inclusa completamente nell'ampio uropatagio. Il calcar è lungo, sottile e privo della carenatura. Il quinto dito della mano ha una piega membranosa prominente che si estende nella parte ventrale dal polso fino alla base del metacarpo. Il cranio è snello ma robusto. I premolari centrali sono circa la metà di quelli anteriori e leggermente fuori la linea alveolare. Il cariotipo è 2n=44 FNa=50.

### Ecolocazione
Emette ultrasuoni ad alto ciclo di lavoro sotto forma di impulsi di breve durata a frequenza modulata iniziale di 83,59±13,96 kHz, finale di 37,51±8,13 kHz e massima energia a 54,2±4,8 kHz. È spesso presente una seconda armonica.

## Biologia

### Comportamento
Si rifugia all'interno di grotte dove durante i periodi invernali cade in ibernazione.

### Alimentazione
Si nutre di insetti catturati in volo, principalmente coleotteri e in misura minore di ditteri, emitteri, imenotteri, Odonata, omotteri ed ortotteri.

## Distribuzione e habitat
Questa specie è diffusa nelle province cinesi del Jiangsu, Jiangxi, Guangdong, Hong Kong, Guangxi, Fujian, Hainan, Hunan, Zhejiang, Sichuan, Guizhou, e Yunnan; Thailandia nord-occidentale, Myanmar orientale e Vietnam settentrionale. Probabilmente è presente anche nel Laos.
Vive in diversi tipi di habitat di pianura e collinari tra 50 e 1.000 metri di altitudine.

## Conservazione
La IUCN Red List, considerato il vasto areale e la popolazione presumibilmente numerosa, classifica M.chinensis come specie a rischio minimo (Least Concern)).